# Regija Aysén del General Carlos Ibáñez del Campo
XI. regija Aysén del General Carlos Ibáñez del Campo (španjolski: XI Región Aysén del General Carlos Ibáñez del Campo) je jedna od 15 regija u Čileu. 

## Stanovništvo
U regija živi 91.492 stanovnika. Gustoća naseljenosti je 0,8 stanovnika / km ². Prema podacima iz 2002. najveći gradovi su Coyhaique s 44.850, Puerto Aysén sa 16.936 i Chile Chico s 3.042 stanovnika. 

## Zemljopis
Susjedne regije su na sjeveru Los Lagos, na jugu Magallanes y de la Antártica Chilena, na istoku je državna granica s Argentinom, a na zapadu je Tihi ocean. 

## Administrativna podjela
Regija je podjeljena na četiri provincije i 10 općina.
| Administrativna podjela regije Aysén del General Carlos Ibáñez del Campo | Administrativna podjela regije Aysén del General Carlos Ibáñez del Campo |                |
| --- | ------------------------------------------------------------------------ | -------------- |
| \| Provincija \| Središte \| Općina \| \| --------------- \| ------------ \| -------------- \| \| Aysén \| Puerto Aysén \| 1 Aysén \| \| Aysén \| Puerto Aysén \| 2 Cisnes \| \| Aysén \| Puerto Aysén \| 3 Guaitecas \| \| Capitán Prat \| Cochrane \| 4 Cochrane \| \| Capitán Prat \| Cochrane \| 5 O'Higgins \| \| Capitán Prat \| Cochrane \| 6 Tortel \| \| Coyhaique \| Coyhaique \| 7 Coyhaique \| \| Coyhaique \| Coyhaique \| 8 Lago Verde \| \| General Carrera \| Chile Chico \| 9 Río Ibáñez \| \| General Carrera \| Chile Chico \| 10 Chile Chico \| |                                                                          |                |
| Provincija | Središte                                                                 | Općina         |
| Aysén | Puerto Aysén                                                             | 1 Aysén        |
| Aysén | Puerto Aysén                                                             | 2 Cisnes       |
| Aysén | Puerto Aysén                                                             | 3 Guaitecas    |
| Capitán Prat | Cochrane                                                                 | 4 Cochrane     |
| Capitán Prat | Cochrane                                                                 | 5 O'Higgins    |
| Capitán Prat | Cochrane                                                                 | 6 Tortel       |
| Coyhaique | Coyhaique                                                                | 7 Coyhaique    |
| Coyhaique | Coyhaique                                                                | 8 Lago Verde   |
| General Carrera | Chile Chico                                                              | 9 Río Ibáñez   |
| General Carrera | Chile Chico                                                              | 10 Chile Chico |

## Vanjske poveznice
- Službena stranica regije